# Das Modell (Rammstein)
A Das Modell (németül „A modell”) a Rammstein 1997-es kislemeze. A címadó dal egy feldolgozás, a Kraftwerk tíz évvel korábbi, The Man-Machine (Die Mensch-Maschine) albumon megjelentetett azonos című számának az átirata.
A szám kezdetén egy nő konferál a közönségnek franciául: „Hölgyeim és uraim! A mai estén van szerencsénk bemutatni a Rammstein új kollekcióját” – egy olyan jellegű szöveget mond, amit divatbemutatón szokás. Ezután zajok hallhatók, először egy cipő kopogása, majd az egyik modell a hajánál fogva hátra rántja a másikat, esés hangja kísérve egy sikítással, utána pedig nevetés és fényképezők kattanása.
A kislemez három, nagylemezen meg nem jelentetett számot tartalmaz, melyek a Sehnsucht album felvételeinél készültek. Az „Alter Mann” speciális verziójában Bobolina énekel együtt Till-lel a refrénben. Ezt a dalt felhasználták az Asche zu Asche nevű windowsos játékban.

## Számlista
1. Das Modell
2. Kokain
3. Alter Mann (Speciális verzió)
4. Asche zu Asche (Számítógépes játék)